# Ludwig Gotthard Kosegarten
Ludwig Gotthard Kosegarten znany też jako Gotthart Ludwig Kosegarten, Ludwig Theobul Kosegarten (ur. 1 lutego 1758 w Grevesmühlen; zm. 26 października 1818 w Greifswaldzie) – profesor na uniwersytecie w Greifswaldzie, słynny pastor w kościele parafialnym Altenkirchen, poeta.

## Życiorys

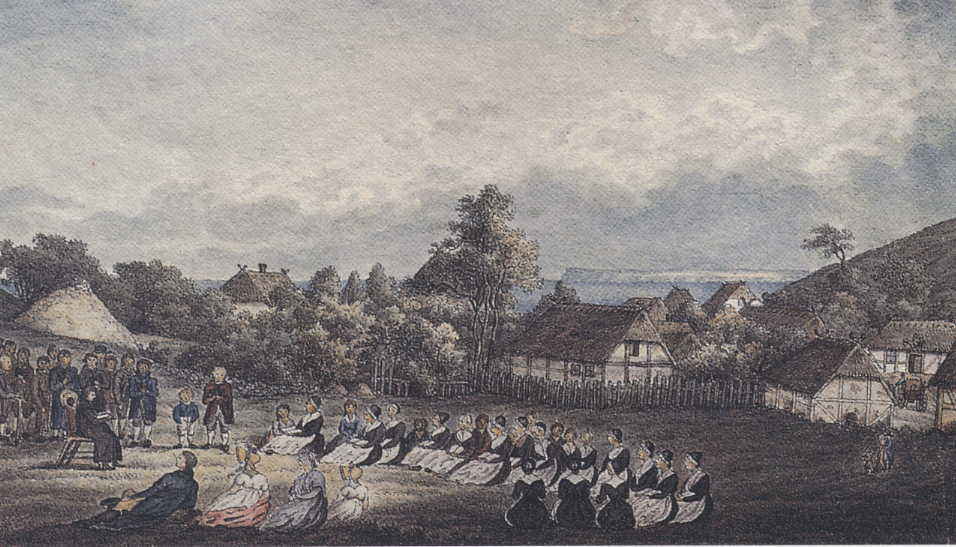
Kazanie w Vitt. (Akwarela Theodora Schwarza)

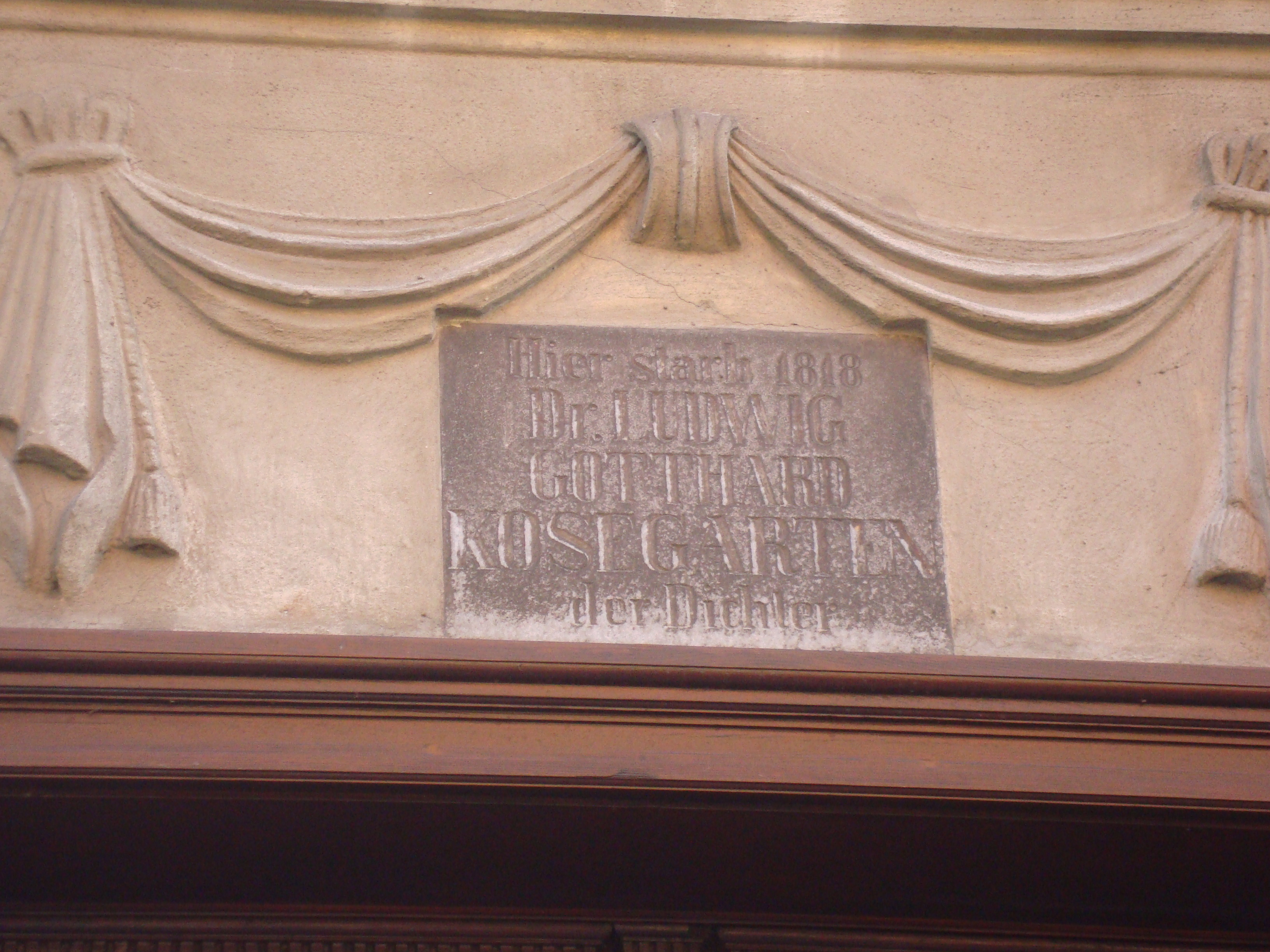
Tablica pamiątkowa na budynku, w którym zmarł Ludwig Gotthard Kosegarten w Greifswald

Jako syn luterańskiego pastora Bernharda Christiana Kosegartena otrzymywał w domu lekcje z języków klasycznych. W 1775 roku rozpoczął studia na wydziale teologii na uniwersytecie w Greifswaldzie, które później rozszerzył o filozofię u Johanna Christopha Muhrbecka, historię i filologię klasyczną. Na początku roku 1777 wygłosił swoją pierwszą uroczystą przemowę z okazji urodzin króla szwedzkiego Gustawa III i z tego samego powodu napisał hymn „An den Genius des Nordens“.
Z powodu braku pieniędzy począwszy od jesieni roku 1777 podejmował pracę jako nauczyciel domowy na wyspie Rugii i w Meklemburgii. W 1781 roku ukończył studia. W 1785 roku został rektorem w szkole dla chłopców w Wolgast. Do jego uczniów należał m.in. późniejszy malarz Philipp Otto Runge. W tym samym roku został mianowany na magistra uniwersytetu Bützow. W 1793 roku otrzymał tytuł doktora teologii uniwersytetu w Rostocku.
Po jego ordynacji w 1792 roku otrzymał stanowisko proboszcza w kościele parafialnym w Altenkirchen na półwyspie Wittow na Rugii. W związku z tą funkcją prowadził słynne nadbrzeżne kazania na skałach przy wiosce Vitt. Chodził tam do rybaków, którzy nie mogli przychodzić do kościoła podczas okresu połowów z powodu ich pracy. Kazania te były wielkim sukcesem, dlatego od 1806 roku rozpoczęto budowę kaplicy w Vitt. Podczas pobytu na Rugii napisał wiele rozpraw o wyspie, które przyniosły rozgłos jemu i wyspie.
W 1808 roku został powołany na stanowisko profesora nadzwyczajnego historii na uniwersytecie w Greifswaldzie.
Podczas okupacji Pomorza Szwedzkiego przez Francuzów wygłosił w 1809 roku uroczystą mowę z okazji urodzin Napoleona Bonaparte, która to przyczyniła się do zaliczenia go w poczet bonapartystów. Mowa ta została później publicznie spalona podczas spotkania studentów Wartburgfest.
Proboszczem w kościele parafialnym w Altenkirchen był do 1816 roku, później na stanowisku tym zastąpił go jego zięć Hermann Baier.
W 1817 roku został profesorem teologii. W tym też roku wygłosił ostatnie przemówienie z okazji 300-setnej rocznicy reformacji jak również na pamiątkę Jana Bugenhagena – reformatora Pomorza. Od 1815 roku organizował wykłady na temat historii Pomorza. Dwukrotnie był rektorem uniwersytetu w Greifswaldzie.
Zmarł 26 października 1818 roku w Greifswaldzie. Grób jego znajduje się koło kościoła w Altenkirchen.
Jego syn Johann Gottfried Ludwig Kosegarten, którego uczył w latach 1796-1798 Ernst Moritz Arndt, został orientalistą, językoznawcą i również profesorem w Greifswaldzie.

## Twórczość (wybór)

### Poematy, liryka
- Gesänge, 1776,
- Melancholien, 1777,
- Thränen und Wonnen, 1778,
- Gedichte (2 tomy), 1788,

### Powieści
- Ewalds Rosenmonde, 1791,
- Hainings Briefe an Emma, 1791,
- Ida von Pleßen, 1800,
- Bianca del Giglio, 1801,
- Adele Cameron (2 tomy), 1803.

### Tłumaczenia
- Samuel Richardson: Geschichte der Clarisse (8 tomów, tłum. z j.angielskiego), 1790–1793,
- Adam Smith: Theorie der sittlichen Gefühle (2 tomy, tłum. z j.angielskiego), 1791,
- Samuel Pratt: Der Freudenzögling (2 tomy, tłum. z j.angielskiego), 1791,
- Oliver Goldsmith: Geschichte der Römer (4 tomy, tłum. z j.angielskiego), 1792-1802
- Oliver Goldsmith: Geschichte des Oströmischen Kaiserthums (2 tomy, tłum. z j.angielskiego), 1795-1802
- Brittisches Odeon. Denkwürdigkeiten aus dem Leben und Schriften der neuesten Brittischen Dichter (2 tomy, tłum. z j.angielskiego), 1800,
- Thomas Garnett: Reise durch die schottischen Hochlande (2 tomy, tłum. z j. angielskiego), 1802
- Jeanne Marie Bouviers Guyon: Die Ströme (tłum. z j.francuskiego), 1817,

### Różne
- Ebba von Medem, 1800,
- Blumen. Sammlung schottischer, schwedischer, dänischer Volkslieder, 1801,
- Jukunde. Eine ländliche Dichtung in fünf Eklogen, 1803[1],
- Gräfin Julie von Steinau oder die Wege des Schicksals, 1803,
- Die Inselfahrt, oder Aloysius und Agnes. Eine ländliche Dichtung in sechs Eklogen, 1804[2],
- Legenden (2 tomy), 1804,
- Die Jungfrau von Nikomedia
- Vaterländische Gesänge, 1813.
- Geschichte seines fünfzigsten Lebensjahres (autobiografia), 1816,
- Die Lieder Luthers, 1818